# Шабельський Катон Павлович
Шабельський Катон Павлович (1805 — 18??) — державний та становий діяч у колишній Гетьманщині. Поміщик Ростовського повіту, маршалок дворян Катеринославської губернії та губернатор Чернігівської губернії Російської імперії.

## Походження
Катон Павлович Шабельський народився 1805 року у дворянській родині статського радника Шабельського Павла Васильовича і Катерини Василівни Римської-Корсакової.

## Життєпис
Закінчив Московський університет
8.05.1821 — вступив у службу конновожатим до свити Його Імператорської Високості по квартирмейстерській частині .
29.01.1823 — нагороджений чином прапорщика.
6.12.1826 — підпоручик.
14.04.1829 — поручник.
2.07.1832 — штаб-ротмістр в Ольвіопольському уланському полку.
10.10.1932 — на службі в Чугуєвському уланському полку.
30.03.1833 — отримав чин ротмістра зі старшинством.
14.04.1836 — ад’ютант командувача звідним кавалерійським корпусом генерал-лейтенанта Герштенцвейга з переводом до Бузького уланського полку.
19.12.1836 — старший ад’ютант чергового по Генеральному штабу. 
3.04.1838 — переведений до Лейб-гвардії уланського полку.
12.02.1842 — звільнений зі служби за домашніми обставинами полковником з мундиром.
11.04.1851 — затверджений маршалком дворян Катеринославської губернії на три роки.
6.12.1853 — затверджений маршалком дворян Катеринославської губернії на три роки.
22.01.1857 — затверджений маршалком дворян Катеринославської губернії на три роки. 
29.01.1857 р. – 17.02.1861 — губернатор Чернігівської губернії.
Вересень 1862 — обраний маршалком дворян Катеринославської губернії на три роки.
 — 
1965 — входив до придворного штату імператорського двору в званні камергера.

## Сім'я
Дружина: 1) Софія Іванівна Шидловська (донька гвардії капітана).
Діти: Помпей.
Дружина 2) Надія Савівна Романова (донька майора).
Діти: Микола, Павло, Варвара.